# Hans Günter Hauffe
Hans Günter Hauffe (* 4. März 1904 in Chemnitz; † 4. August 1985 in München) war ein deutscher Wirtschaftsanwalt und Schriftsteller.

## Leben
Hauffes Eltern waren der Obermedizinalrat Bruno Hauffe und seine Frau Margarete geb. Strantz.
Hauffe immatrikulierte sich zum Sommersemester 1923 an der Eberhard-Karls-Universität für Rechtswissenschaft. Am 14. Dezember 1923 wurde er im Corps Rhenania Tübingen recipiert. Als Inaktiver wechselte er an die Universität Leipzig, wo er das Referendarexamen bestand und zum Dr. iur. promoviert wurde. Nachdem er 1930 die Assessorprüfung bestanden hatte, ließ er sich in Chemnitz als Rechtsanwalt nieder. Im Zweiten Weltkrieg war er von 1943 bis 1945 bei der Feuerschutzpolizei, zuletzt als Leutnant der Reserve. Er erhielt das Kriegsverdienstkreuz II. Klasse mit Schwertern. Seit Mai 1945 in Lichtenfels (Oberfranken), war er ab 1946 wieder Rechtsanwalt mit Zulassung beim Landgericht Coburg. Ab 1953 war er Rechtsanwalt beim Oberlandesgericht München, beim Landgericht München I und beim Landgericht München II. Bis 1955 war er geschäftsführender Präsident der Gesellschaft der Bibliophilen. Die Bayerische Akademie der Schönen Künste wählte ihn 1965 zum korrespondierenden Mitglied. In der „Halkyonischen Akademie“ war er Senator. Er war Partner von Curt E. Schwab, der 1959 die Deutsche Zeitung und Wirtschaftszeitung aufgebaut hatte. Hauffe übernahm im April 1960 Schwabs 50 % Geschäftsanteile und wurde Alleingesellschafter. In der Zeitung wollte er zum 60. Geburtstag seine selbst geschriebene Laudatio veröffentlichen. Verheiratet war er seit 1943 mit Beate Volkmann, einer Tochter von Ernst Volkmann.

## Ehrungen
- Ehrenmitglied der Bayerischen Akademie der Schönen Künste[5]
- Bayerischer Verdienstorden (4. August 1985)[5]

## Werke
- Cornelia und Sabine, Roman. 1947.
- Der goldene Schnee, Erzählungen. Verlag Bamberger Reiter, Bamberg 1950.
- Der Bibliophile Johann Wolfgang von Goethe, Essay. 1951.
- Der Künstler und sein Recht – 100 kurzweilige Kapitel nicht nur für Urheber und Juristen. 1956.
- Vereinsbrevier – Recht, Takt und Taktik für Vorstände und Mitglieder, Veranstalter und Teilnehmer, mit Beispielen für Aufrufe, Satzungen, Einladungen, Protokolle und Reden. 1956.
- Recht haben, Recht behalten. Gesetzenskunde für das häusliche Leben. 1957.
- Die liebe Konkurrenz. Spielregeln im Kampf um den Kunden. 1962.
- Glück mit Gästen. Ein Zunftbuch der Gastfreundschaft. 1965.